# Humularia duvigneaudii
Humularia duvigneaudii är en ärtväxtart som beskrevs av Symoens. Humularia duvigneaudii ingår i släktet Humularia och familjen ärtväxter. Inga underarter finns listade i Catalogue of Life.